# 揚亞美利加鎮區 (明尼蘇達州卡弗縣)
揚亞美利加鎮區（英語：Young America Township）是位於美國明尼蘇達州卡弗縣的一個行政鎮區。

## 地方資料
揚亞美利加鎮區的面積為88.29平方千米，當中陸地面積為84.91平方千米，而水域面積為3.38平方千米。根據2020年美國人口普查的數據，當地共有人口683人，而人口密度為每平方千米7.74人。